# Raketiranje Bizovca 7. studenoga 1991.
Raketiranje Bizovca 7. studenoga 1991. je bio ratni zločin JNA nad hrvatskim civilima. Za ovaj veliki ratni zločin nad hrvatskim civilima, hrvatska javnost gotovo ništa ne zna, poput mnogih sličnih. Za ovo zlodjelo nikada nitko nije osuđen, niti je javnosti poznato da su se međunarodna sudska tijela raspitivala za ovo.

## Tijek događaja
Bez ikakva povoda zrakoplovi JNA su raketirali Bizovac. Točnije, raketirane su Bizovačke toplice, robna kuća u središtu Bizovca te više obiteljskih kuća u Kolodvorskoj ulici. Ovaj teroristički napad odnio je devet (9) ljudskih života, među kojima i jedanaestogodišnji dječak, a još je JRZ u napadu ranilo 24 mještana.  Osim pogođenih, JRZ je gađalo i hotel Termiu i promašila ga. No, od detonacije i siline udarnog tlaka, na ulazu u hotel ubijen je jedan muškarac.
Sat vremena poslije uslijedio je novi napad. U drugom napadu raketiran je i kolodvor.

## Vanjske poveznice
- 07.11.2014. STV Vijesti Obljetnica raketiranja Bizovca - do danas nitko nije odgovarao, kanal Slavonske televizije na YouTubeu, objavljeno 7. studenoga 2014.